# Hans-Ulrich Treichel

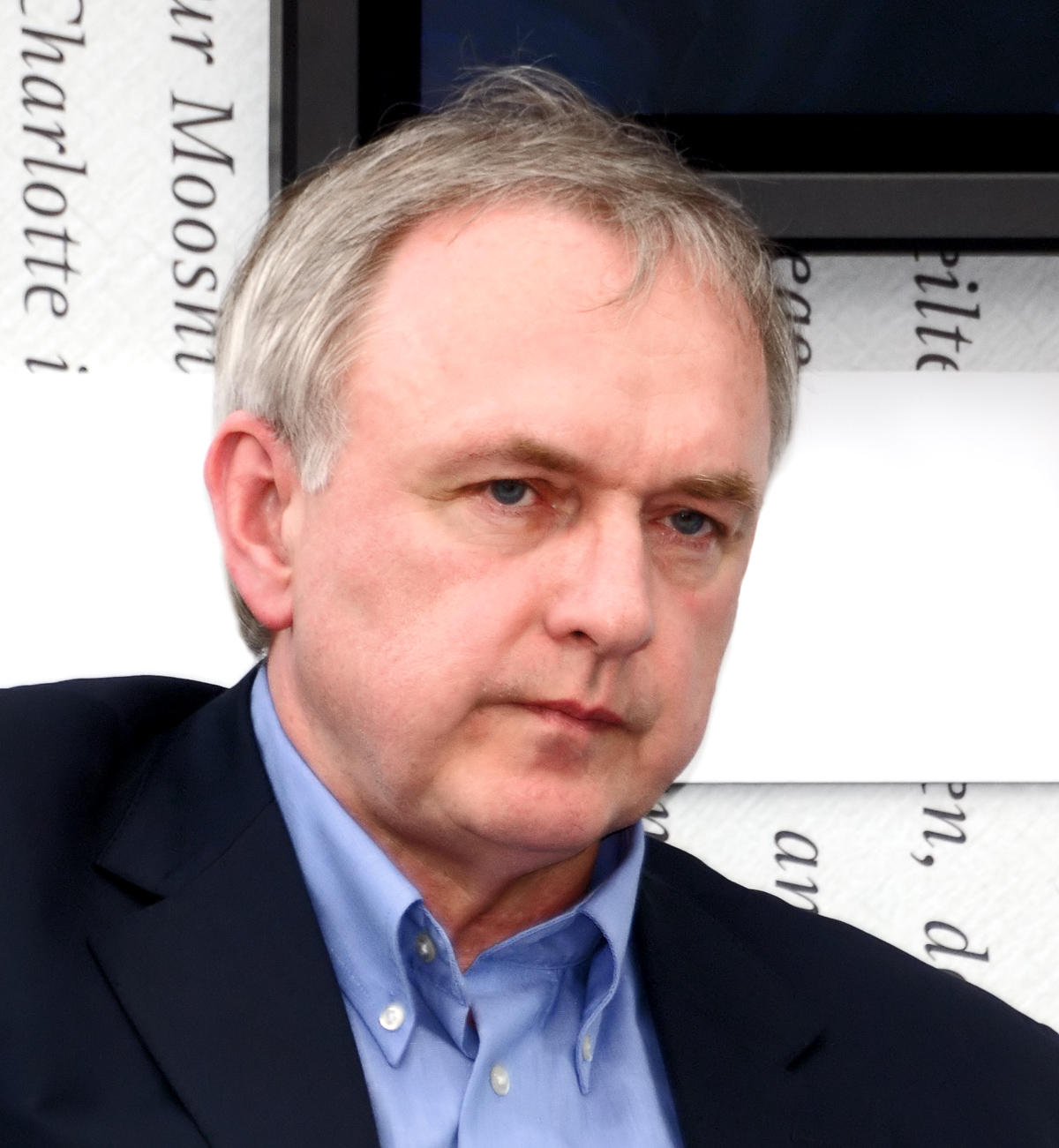
Hans-Ulrich Treichel

Hans-Ulrich Treichel (ur. w 1952 roku w Versmold w Westfalii) – profesor w Niemieckim Instytucie Literatury Uniwersytetu Lipskiego. Pisze poezję i prozę. W Polsce najbardziej znany jest z dwóch książek wydanych przez wydawnictwo Czytelnik - Utracony (1999) i Akord Tristiana (2001). 
Treichel studiował politologię, germanistykę i filozofię na Wolnym Uniwersytecie Berlińskim. Otrzymał stopień doktora w roku 1983 i habilitował się w 1993.
W roku 2006 został wyróżniony Nagrodą Literacką im. Eichendorffa.